# Fabián Sejanes
Aldarico Fabián Sejanes (Buenos Aires, 4 de septiembre de 1969) es un jinete argentino especialista en salto ecuestre, ganador de diploma olímpico en los Juegos Olímpicos de Tokio 2020 en la prueba de salto por equipo. En 2021, Sejanes llevaba un récord de 542 competencias, de las que ganó nueve.